# Херсонська державна морська академія
Херсонська державна морська академія (ХДМА), донедавна Херсонський державний морський інститут (ХДМІ) — державний вищий навчальний заклад Херсону IV рівня акредитації з підготовки спеціалістів для морського та річкового транспорту України.

## Історія
Вищий навчальний заклад «Херсонський державний морський інститут» (далі ХДМІ) був створений на правах колективної власності розпорядженням Кабінету Міністрів України від 13 червня 2007 р., № 414-р та наказу МОН України від 16 червня 2007 р., № 500 на базі Херсонського морського коледжу (ліквідований) і переданого у державну власність майна приватного Херсонського морського інституту (ліквідований). Проте, він є правонаступником першого в Україні та другого на теренах колишньої Російської імперії (після Архангельського морехідного училища) навчального закладу морської освіти.
7 лютого 1834 року в Херсоні за царським Указом засновується училище торговельного мореплавства. Заснований навчальний заклад мав своєю метою готувати штурманів та шкіперів для приватних купецьких морехідних суден, а також будівників комерційних суден. Група учнів складалась з 24 чоловік. Обов'язковим був набір юнаків віком 14—17 років від громад портових міст: Херсона, Одеси, Таганрога, Миколаєва, Феодосії, Ізмаїла, Ростова, Керчі, Євпаторії, Аккермана та Рені. Навчатися власним коштом могли вихідці з інших міст — для цього вимагалося мати добру статуру, вміти читати і писати й володіти чотирма арифметичними діями. Протягом чотирирічного навчання, крім загальних та спеціальних наук, юнаки вивчали чотири мови середземноморського регіону: французьку, італійську, турецьку, грецьку та проходили дворічну плавальну практику. Після закінчення училища випускники отримували звання штурманів та їхніх помічників, і лише по двох роках перебування у морі свідоцтво штурмана після іспитів змінювали на шкіперське. З тих пір навчальний заклад пройшов через 7 реорганізацій. Перше відбулося у 1872, коли завдяки Міському управлінню, училище було відкрито вже як Морехідні класи II розряду для підготовки штурманів і перебувало у віданні Міністерства торгівлі та промисловості. До 1 січня 1896 загальна кількість учнів склала вже 90 осіб. З 1 липня 1903 морехідні класи були перетворені в Морехідне училище малого плавання. Згідно з указом від 10 травня 1904 училище малого плавання перетворено в 1905 році в «Херсонське морехідне училище далекого плавання імені Імператора Олександра II». У квітні 1919 року була спроба реорганізувати училище в факультет Херсонського політехнічного інституту. У серпні 1920 року, відповідно до постанови Херсонського райкомвода училище ліквідовано і на його базі у вересні 1920 року створено Технікум водного транспорту, який з січня 1922 року був реорганізований в профшколу, а з 3 липня 1922 року став знову технікумом. 27 грудня 1922, згідно з постановою Раднаркому УРСР і указу Херсонського виконкому було визначено його повна і вкорочена назва: Херсонський робочий технікум водного транспорту (Рабтехнікум Водтранса). 5 березня 1944 вийшла постанова Державного комітету оборони «Про заходи з підготовки командних кадрів морського флоту» і Херсонський морський технікум був реорганізований у Морехідне училище Міністерства морського флоту СРСР. 14 березня 1970 постановою Ради Міністрів УРСР Херсонському морехідному училищу Міністерства морського флоту присвоєно ім'я лейтенанта П. П. Шмідта. У 1984 році, у зв'язку з 150-річчям від дня заснування Херсонське морехідне училище нагороджено орденом Дружби народів.
У 1996 році училище було реорганізовано в Херсонський морський коледж Міністерства освіти і науки України.

## ХДМА сьогодні
Сьогодні ХДМА — державний вищий навчальний заклад IV рівня акредитації відповідно до рішення Державної акредитаційної комісії від 21 квітня та 22 червня 2006 р., протоколи № 60 і № 61 (накази МОН України від 03.05.2006 р., № 1105-л і від 29.06.2006 р., № 2043-л). До складу інституту входять факультети судноводіння і енергетики суден та заочної форми навчання, морський коледж і професійно-морський ліцей. На одинадцяти кафедрах інституту працює 131 викладач. Серед них 10 докторів наук, професорів та 47 кандидатів наук, доцентів. У морському коледжі та професійно-морському ліцеї працює 136 викладача, серед яких 43 — викладачі вищої категорії.
Загальна чисельність учнів за всіма джерелами фінансування та за формами навчання становить 4 467 курсантів, студентів і учнів. У Професійно-морському ліцеї ХДМІ навчається 451 учень.

## Уславлені випускники

### 1857
- Каменщиков Іван Андрійович. Учасник Кримської війни 1853—1856 рр. Був нагороджений медаллю і річним окладом. Навчання закінчив після війни, був атестований на звання «вільного штурмана».

### 1886
- Коломойцев Микола Миколайович. Контр-адмірал. В 1902 році — командир криголаму «Єрмак». Під час русько-японської війни був командиром «Буйний». У 1910 році — командир лінкора «Слава». У 1912 році командир першої дивізії крейсерів на Балтиці. Його ім'я на борту судна. Він брав участь в дослідженні острова Таймир, а також — у Цусимській битві. Нагороджений золотою шаблею.

### 1899
- Лапін Яків Іванович. У знак солідарності із заколотниками на броненосці «Потьомкін», перервав свій рейс на теплоході «Святослав» і повернувся в порт. А в 1924 році в одному із англійських портів він підняв Червоний прапор Радянської Республіки на пароплаві «Юпітер» і передав його нашому представнику. Після успішного закінчення училища працював на пароплаві «Красін».

### 1914
- Єрмоленко Микола Семенович. У 1917 році служив в м. Керч на військових кораблях. У 1920 році — на Чорному морі на суднах «Ілліч», «Дніпро», «Нева». Під час війни в Іспанії вивозив корабель з дітьми і за це нагороджений Орденом Леніна. У 1942 році був начальником порту Діксон. 50 років служив на флоті.
- Баглай Георгій Веніамінович. Перший начальник і комісар Миколаївського торгівельного порту.
- Кулик Василь Симонович. В 1942 році — начальник порту Діксон. Нагороджений 2-ма «Орденами Леніна».
- Мороз Олександр Михайлович. Перший начальник Радянського Морського порту м. Євпаторії, учасник висадки десанта в січні 1918 року. Командир крейсеру «Румунія». Нагороджений Орденом Леніна.

### 1915
- Кадецький Лука Юхимович. У 1920 році очолював Дніпро-Бузьке управління водної міліції. В 1921 року — комісар експлуатації Нижньодніпровсько-Бузького пароплавства і одночасно голова ревкома. Перший капітан Радянського пасажирського теплоходу «Аджаристан». 50 років працював на флоті. Почесний робітник ММФ.

### 1917
- Дьомін Леонід Олександрович. Контр-адмірал. Професор, доктор географічних наук, інженер. Його ім'я на борту судна і трьох географічних об'єктах: групі островів у малій гряді, бухті в Північно-льодовиковому океані, підводній височині Курильських островів, географічного об'єкту «Витязь». Мічман на крейсері «Аврора». Він почесний курсант, незамінний автор морського атласу. За 1-й том був нагороджений Державною премією. Нагороджений Золотою медаллю і премією ім. Ф. М. Літке.

### 1918
- Доросинський Марк Маркович. 12 років з 1917 року командував пасажирським теплоходом «Ілліч» Далекосхідного пароплавства. Працював на флоті 44 роки.

### 1921
- Сорока Дмитро Ігнатович (1901—1975). Під час Другої Світової Війни очолював конвой № 18 та судно «Тбілісі». Провів караван із 40 транспортів. Екіпаж відбив 10 атак літаків, а також ухилились від 8 торпед. Прослужив 56 років на флоті. З них 20 років був капітаном «Росії». Нагороджений 19 нагородами влади, 30 орденами Леніна «Золотою зіркою». Герой Соціалістичної праці.
- Баглай Григорій Іванович. В 1921 році зустрічав і супроводжував Ф. Е. Дзержинського. Нагороджений орденом Леніна.

### 1923
- Моргун Борис Нікіфорович. Командував багатьма суднами і підводним човном в Болгарії. Викладав у Севастопольському військово-морському училищі. Капітан 2-го рангу, капітан китобійної флотилії «Радянська Україна». Командував дивізіоном Канонерських човнів Азовської військової флотилії адмірала Горликова. Начальник відділу Чорноморського флоту. Герої Соціалістичної праці.

### 1924
- Полковський Андрій Сергійович. Генерал-директор Морського флоту. Капітан-наставник спілки. Начальник Головної Морської інспекції. Має 10 правлячих нагород. Начальник Чорноморського пароплавства.

### 1925
- Алексєєв Павло Семенович. Капітан дальнього плавання. Командир НВС «Товариш», почесний член екіпажу судна. Його ім'я носить рейдовий буксир НМА, нагороджений орденом Леніна.

### 1926
- Касьянов Василь Порфирович. Головний капітан флоту м. Архангельська. З 1949 року став капітаном 3-го рангу Мурманського держморпароплавства. Нагороджений медаллю «За оборону Заполяр'я». Був капітаном теплоходу «Мічурін».

### 1927
- Білуха Михайло Іванович. Ходив на суднах «Трансбалт», «Тіфліс», полярній шхуні «Чукотка». У 1936—1939 рр., будучи старшим помічником капітана, виконував вогняні рейси в Іспанію. На початку війни був військовим лоцманом Чорноморського флоту. У грудні 1941 року — старший помічник, а потім — капітан теплоходу «Абхазія». В 1942 році — капітан гідрографічного судна «Галс». У 1952—1973 рр. — капітан Миколаївського морського порту. Нагороджений 3-ма орденами Вітчизняної війни, Орденом Червоної зірки, 14 медалями, відзнакою «50 років партії».
- Кагарава Анатолій Олексійович. Капітан теплоходу «Сибіряков». У 1942 році в Карському морі зустрів фашистський крейсер «Адмірал Шир» і вступив в нерівний бій з ним. «Сибіряков» загинув як герой. 11 чоловік команди разом з капітаном потрапили в полон. Потім він став начальником Грузинського пароплавства.

### 1929
- Малик Дмитро Максимович. Капітан дальнього плавання. Колишній керівник морської практики 1935 року. 2-й помічник капітана НВС «Товариш». Капітан пароплава «Березіна». Капітан морського порту в м. Херсоні в 1947—1966 рр.

### 1930
- Бреус Яків Георгійович. Почесний громадянин м. Одеси. Нагороджений «Орденом Леніна», має два ордени «Червоного знамені», Орден Великої Вітчизняної війни 1-го ступеню. Герої Радянського Союзу

### 1931
- Ткачов Василь Іванович. Механік-наставник та головний механік пасажирського лайнера «Михайло Сомов». Герої Соціалістичної праці.
- Передерій Олександр Харитонович. Капітан в Латвійському пароплавстві, заступник начальника пароплавства. Начальник порту в м. Владивосток, начальник порту Дальній. Начальник АМП в Маріуполі. Нагороджений 3-ма Орденами Леніна. Начальник Азовського пароплавства.
- Любченко Василь Володимирович. Капітан дальнього плавання. Учасник героїчних трансатлантичних рейсів.
- Цекалов Микола Ілліч. Капітан 15 суден. Кращий капітан ММФ. Нагороджений орденом Леніна.

### 1932
- Щедрін Григорій Іванович[ru]. Віце-адмірал. Герой Радянського Союзу. Командир підводного човна «С-56». Його ім'я на борту судна, площі в Петропавловську на Камчатці, в парку Слави м. Херсона. На його честь на споруді Морського коледжу установлена меморіальна дошка. Він почесний громадянин м. Туапсе. Почесний курсант Морського коледжу. Човен «С-56» знаходиться на почесному місці на березі бухти «Золотий Ріг», удостоєний звання Гвардійський і був нагороджений орденом Червоного Прапору. Після війни, він, після закінчення Воєнної академії Генерального штабу був командуючим Камчатської воєнної флотилії, головою постійної комісії держприйому кораблів Військово-морського флоту, головним редактором журналу «Морський збірник». Нагороджений «Орденом Леніна».
- Похолок Микола Адамович. З 1935 року в Чорноморському пароплавстві працював старшим штурманом. Капітан суден «Ашхабад», «Алма-Ата», «Колхозник», «Кузбасс», «Академік Павлов», «Карл Лібкнехт», «Шатер». Під час війни був капітаном і начальником каравану Каспійського морського пароплавства з перевозки вантажів із Ірану. В 1945 році брав участь в перегонці суден, отриманих по репарації. З 1946 року після виходу на пенсію працював на суднах «Чукотка», «Победа», «Чулим», «Білорусь», «Мічурін», «Львів». Нагороджений орденом Червоної зірки, медалями «За оборону Кавказу», «За перемогу над Німеччиною». Працював також в Трансфлоті м. Мурманськ.

### 1933
- Плявін Микола Іванович. Заслужений капітан дальнього плавання, кандидат технічних наук. Капітан танкера «Сталін». Під час війни перевозив війська і техніку, зробив понад 99 рейсів та доставив більше ніж 350 тонн пального та вантажів. Герої Соціалістичної праці.
- Корольова Ксенія Миколаївна. Капітан морських суден, учасниця ДСВ, заслужений лікар України. Почесний громадянин Євпаторії.
- Димченко Григорій Григорович. Почесний працівник морського флоту. 50 років працював на флоті. Під час ДСВ був 3-м помічником капітана Мезенцева, який командував теплоходом «Комсомол». Ветеран війни, кавалер багатьох орденів і медалей. Нагороджений медаллю «Учасник іспанської визвольної війни».
- Мезенцев Георгій Афанасійович. Почесний працівник ММФ. 50 років працював на флоті. Учасник іспанської визвольної війни, нагороджений медаллю. Був капітаном теплоходу «Комсомол», який був потоплений фашистським крейсером «Канаріс», а команда потрапила в полон. Ветеран війни. Керував одним головних управлінь ММФ. Працював старшим помічником на НВС «Товариш».

### 1934
- Печинський Костянтин Антонович[ru] (1911—1995). Кращий механік ММФ. Працював на суднах Азовського та Чорноморського пароплавств. Має 10 нагород. Старший механік Азовського пароплавства. Герой Соціалістичної праці.

### 1935
- Гавриленко Михайло Борисович. В 1951 році — начальник Ризького морського порту. В 1963 році був начальником морського порту Діксон. У 1965 році — начальник відділу експлуатації портів Балтійського басейну на Балтійському півострові, а в 1966 році — в апараті Міністерства Морського флоту в Москві. З 1973—1977рр — в Болгарії начальник Главморагенства. Почесний громадянин м. Бургас в Болгарії, начальник будівельної бригади «Аврора», в 1977році — «Союзмінпроект».

### 1936
- Колесник Павло Степанович. Контр-адмірал. Учасник Іспанських подій. Під час війни командував Ладожською флотилією — «Малим мисливцем», потім — групою кораблів. Його ім'я на борту судна. Нагороджений орденом «Червоного Прапору», «Олександра Невського», «Вітчизняної війни».
- Кагарава Анатолій Олексійович. Капітан теплоходу «Сибіряков». Начальник Грузинського морського пароплавства. Герой Радянського Союзу.
- Гонтарь Костянтин Олександрович (нар. 1930). Ударник комуністичної Праці присвоєно в 1973 році. Помічник капітана в УМП. Довгий час працював на теплоході «Бабушкін» боцманом. З 1965—1973 рр. працював на в'єтнамській лінії в Хайфоні. Герой Соціалістичної праці. Нині проживає у м. Одеса.
- Лук ` янова Зінаїда Федорівна. Все життя пропрацювала на морі. Працювала диспетчером Херсонського морського порту.

### 1937
- Тисленко Георгій Герасимович. У 1949 році — начальник Мурманського морського порту. У 1945—1949 рр. очолював управління «Мурманриба». В 1937 році — начальник тралового флоту, капітан траулерів «Победа», «Сталинобад», «Киров». Нагороджений Орденом Леніна, Орденом Червоного Прапора, Орденом Трудового Червоного Прапора, Орденом Вітчизняної війни 1-го ступеню.

### 1938
- Гринько Гурій Якович. Очолював перший балкер на Чорному морі «Капітан Смирнов».

### 1939
- Бохонько Яків Семенович. Ветеран флоту. Під час війни пішов добровольцем, а в 1941 році воював в Азовській морській флотилії, тричі поранений. З 1945 року працював в ЧМП: «Чернігів», «Леніногорськ», «Сосногорськ». У 1964 році став капітаном і прийняв на Гданській верфі теплохід «Мукачеве» (Польща).
- Борисенко Олександр Федорович. Капітан 2-ї посадової категорії. Працівник Міністерства рибного господарства СРСР. Має урядові нагороди, орден «Знак пошани», учасник ДСВ, брав участь в обороні м. Одеси, Севастополя і Кавказу, а також Керченсько-Феодосійської операції в грудні 1941 року. Головний спеціаліст з експлуатації флоту і перегонам суден Міністерства рибного господарства.

### 1941
- Ігнатенко Оксана Володимирівна. З 1941 по 1951 рр., працювала помічником капітана, а також капітаном пароплавств і допоміжних суден Чорноморського ВМФ. Учасник Другої Світової Війни, нагороджена орденом і 2 медалями, медаллю «За трудовую доблесть», занесена до Книги Пошани школи, де працювала.

### 1948
- Миронченко Віктор Семенович. Кандидат технічних наук.

### 1949
- Больменко Євген Петрович. Перший заступник голови Херсонської міської ради. 20 років керував Херсонським морським портом.
- Проворотов Іван Андрійович. Професор океанографічних наук, викладач ОВІМУ.

### 1950
- Козирь Лоран Антонович. Професор Одеської державної морської академії. Доктор технічних наук.
- Назаров Володимир Миколайович. Кандидат філософських наук. Працював в Одеському Обласному комітеті партії.

### 1951
- Овсієнко Павло Стефанович. Почесний працівник ММФ та транспорту України.
- Мельник Анатолій Пантелійович. Капітан Камчатського і Азовського пароплавства.
- Агєєнко Микола Іванович. Нагороджений у 1977 році золотою медаллю, в 1968 році срібною медаллю. В 1976 році нагороджений орденом Трудового Червоного прапору, почесною грамотою Президії Верховної Ради України.
- Казначєєв Володимир Петрович[ru]. Почесний курсант морського коледжу, 3-й помічник на «Балтиці». Диспетчер, старший диспетчер Херсонського Морагенства, а в 1957 році став начальником. У 1964 році — представник в Алжирі, Франції, генеральний директор великої комерційної морської компанії в Бельгії. Нагороджений Орденом Леніна.
- Черняк Ігор Веніамінович. Також закінчив Вище Ленінградське морехідне училище ім. адмірала Макарова, інженер-механік. Більш, ніж 40 років працював у Балтійському пароплавстві старшим механіком, механіком з початку 1960 року. Опубліковувався в центральних радянських газетах, журналах «Морський флот», «Костёр», «Новий час», «Навколо світу». Автор і ведучий Ленінградського телебачення 1970-х рр. «Людина і море».
- Бараннік Іван Григорович. Кандидат технічних наук, доктор навчально-дослідного інституту автомобільної промисловості м. Москви.
- Виноградов Микола Миколайович. Працював у Балтійському пароплавстві матросом, старшим помічником капітана, капітаном. Аспірант з 1968 по 1971 рік. Капітан НВС ЛВІМУ ім.. адмірала Макарова. З 1971 по 1975 рр. — старший викладач, доцент судноводійного відділення ЛВІМУ. З 1975 року — заступник начальника ЛВІМУ з навчальної роботи.

### 1952
- Вахрамєєв Лев Олександрович. Кандидат економічних наук.

### 1953
- Першанов Борис Максимович. Генерал-майор міліції. Начальник обласного управління міліції в м. Херсоні.
- Фролов Юрій Іванович. Доцент ВПШ при ЦК КПРС і Академії загальних наук. Завідувач відділу заочного навчання Російської академії державної служби при Президенті Росії. Має звання Професора.

### 1955
- Ванденко Олег Павлович. З 1968 року — капітан навчально-виробничого судна «Товариш». З 1987 року — начальник Херсонського морехідного училища. Почесний громадянин м. Балтимор. Нагороджений орденом Червоного прапору, лауреат багатьох міжнародних нагород.
- Веретеничев Анатолій Сергійович. 4-й помічник капітана танкера «Кіров» у 1955 році. Капітан танкера «Дзержинськ» — у 1965 року. Капітан танкера «Гдиня» в 1975 році. Капітан великотоннажних суден — у 1984 році.
- Ванденко Олег Павлович. З 1968 року незмінний капітан НВС «Товариш». Почесний громадянин м. Балтимор (США). Нагороджений орденом Трудового Червоного знамені, лауреат багатьох державних і міжнародних нагород.
- Лазарєв Віктор Васильович. Кандидат технічних наук. Працював старшим механіком на теплоході «Капітан Смірнов».

### 1957
- Сотніков Володимир Семенович. Капітан танкера вантажністю 100 тис. тонн «Іван Тевосян». Нагороджений орденом Трудового Червоного прапора. Учасник Другої Світової війни з 15 років.
- Поливко Леонід Олексійович. Заступник директора Херсонського суднобудівного заводу.
- Григор ` єв Олександр Косьмич. Капітан-експерт на Кубі. В 1973 році — капітан НВС «Професор Кудревич». Працював в Аргентині в м. Буенос-Айрес протягом 10 років. Капітан Пасажирського лайнеру «Д. Шостакевич». Почесний працівник ММФ. Має відзнаку КДП.

### 1958
- Хочманкян Сурен Геогли. Кандидат технічних наук. Начальник відділу науково-дослідного інституту м. Москви.
- Бєляєв Ігор Георгійович. Доктор технічних наук.

### 1960
- Плаксін Сергій Миколайович. Капітан суден Азовського пароплавства. Капітан морського порту Бердянського морського торгового порту.

### 1961
- Родінко Володимир Пилипович. Капітан теплоходу «Обь» та науково-дослідного судна «Михайло Сомов», капітан науково-дослідного судна «Академік Шумейків». Герой Радянського Союзу.
- Чижов Валерій Дмитрович. Працював в ДДМП матросом, 4-м і 3-м помічником. В 1964—1969 рр. працював старшим помічником на танкері «Бургас» Новоросійського морського пароплавства. З 1970 р. — капітан теплоходу «Бургас». В 1971 році закінчив заочно ОВІМУ, а з 1977 року — капітан великотоннажного танкеру (150 тис. тонн) «Кузбасс» типу «Крим». З 1985—1988 рр. — капітан на великотоннажних танкерах Іранської нафтової компанії по контракту. Нагороджений орденом Червоного прапору. Почесний працівник ММФ.

### 1964
- Ткаченко Валентин Савич. Головний інженер Херсонського морського порту.

### 1968
- Тимощенко Юрій Іванович. Начальник Очаківського Морського порту.
- Гончаров Євген Іванович. 4-й помічник капітана НВС «Товариш» з 1968 по 1976 рр. З 1976 по 1982 рр. — 3-й помічник капітана на суднах Укррічфлоту. З 1982 по 1992 рр. — старший державний інспектор в інспекції Держфлотнагляду України. З 1999 року — «Дельта-лоцман», начальник тренажерного центру. Почесний працівник транспорту України. Має орден «Слава на вірність Вітчизні».

### 1970
- Скачко Сергій Леонідович. Штурман теплоходу «Петро Коваленко» Радянського Дунайського пароплавства.
- Сенін Юрій Леонідович. З 2006 року — секретар Пленуму Верховного суду України, член президії, в складі журналу «Вісник Верховного суду України». Суддя високого рівня, заслужений юрист України.

### 1990
- Олійник Тетяна Віталіївна. Кандидат технічних наук.

## Шевченко та Херсонська мореходка
У 1859 р. Тарас Шевченко писав братові Варфоломію:
«…пишеш, що хлопців возив у Херсон! Добре зробив єси! Та тільки чи притокмив ти їх у те училище торговельного мореплавання? Якщо притокмив, то молись Богу та лягай спати, з хлопців будуть люди!..»